# Radio (Lana Del Rey)
"Radio" is een nummer van de Amerikaanse zangeres Lana Del Rey. Het is afkomstig van haar tweede studioalbum Born to Die (2012), waarmee de zangeres doorbrak bij het grote publiek. Hoewel het nummer niet als single is uitgebracht, wist het in Europa toch de hitlijsten te behalen. 

## Achtergrond
Het nummer is geschreven door de zangeres (echte naam Elizabeth Grant) en Justin Parker. De productie lag in handen van Emile Haynie die tevens gitaar-, keyboard- en drumpartijen inspeelde.

## Ontvangst
"Radio" werd niet als single uitgebracht. In 2023, elf jaar na het verschijnen van Born to Die, kwam "Radio" toch in de hitlijsten terecht in verschillende Europese landen, met name Duitstalige. Het nummer ging viraal op sociale media; zo belandde "Radio" in de compilatie-playlist "Viral Hits: July 2023" op Spotify.
In het nummer bezingt Grant haar strijd om succesvol te worden en hoe moeilijk haar leven was. Mensen kijken anders naar haar, nu ze eenmaal op de radio te horen is. Alexis Petridis van The Guardian zette vraagtekens bij deze boodschap, aangezien Grants vader een fortuin vergaarde als (internet-)ondernemer en hielp met de promotie van het debuutalbum van zijn dochter. "Radio" werd door Christoph Dorner van Laut.de en Alex Denney van NME gezien als een zwakker punt op het album, waarna het volgende nummer "Carmen" weer momentum genereert. Lindsay Zoladz van Pitchfork omschreef "Radio" als "big-budget chart pop".

## Hitnoteringen
| Land                                   | Positie |
| -------------------------------------- | ------- |
| Duitsland (Top 100 Singlecharts)       | 100     |
| Frankrijk (SNEP)                       | 67      |
| Oostenrijk (Ö3 Austria Top 40)         | 48      |
| Verenigd Koninkrijk (UK Singles Chart) | 78      |
| Zwitserland (Schweizer Hitparade)      | 61      |

NPO Radio 2 Top 2000
Radio stond in 2024 voor het eerst in de NPO Radio 2 Top 2000, op plek 1504.
- MusicBrainz work: 0557dda1-8b30-45cc-8bdc-90d19ba2a2dc